# Hendrik I van Brunswijk-Wolfenbüttel
Hendrik I van Brunswijk-Wolfenbüttel (24 juni 1463 — bij Leer, 23 juni 1514), bijgenaamd de Oude, was een zoon van hertog Willem II van Brunswijk-Wolfenbüttel en Elisabeth van Stolberg-Wernigerode. Hij volgde in 1495 zijn vader op als hertog van Wolfenbüttel, na diens aftreden.
Hendrik was gehuwd met Catharina van Pommeren-Wolgast (?-1526), een dochter van hertog Erik II van Pommeren,
en werd vader van:
- Johan
- Christofel (1487-1558), aartsbisschop van Bremen, bisschop van Verden
- Catharina (1488-1563), gehuwd met Magnus I van Saksen-Lauenburg (?-1543)
- Hendrik (1489-1568)
- Frans (1492-1529), bisschop van Minden
- George (1494-1566), aartsbisschop van Bremen
- Eric (1500-1553), gesneuveld
- Willem (vóór 1514-1557), commandant van de Mirow-commanderij
- Elisabeth (vóór 1514-??), abdis van Steterburg

## Voorouders
| Overgootouders                                   | Hendrik de Milde van Brunswijk-Lüneburg (ca 1355–1416) ∞ Sophia van Pommeren (1370-1405)          | Hendrik de Milde van Brunswijk-Lüneburg (ca 1355–1416) ∞ Sophia van Pommeren (1370-1405)          | Frederik I van Brandenburg (1371–1440) ∞ Elisabeth van Beieren (1383-1442)                        | Frederik I van Brandenburg (1371–1440) ∞ Elisabeth van Beieren (1383-1442)                        | Heinrich zu Stolberg (–) ∞ Elisabeth (-)                                                          | Heinrich zu Stolberg (–) ∞ Elisabeth (-)                                                          | Heinrich van Schwarzburg (1339-1393) ∞ ? (-)                                                      | Heinrich van Schwarzburg (1339-1393) ∞ ? (-)                                                      |
| Grootouders                                      | Willem I van Brunswijk-Wolfenbüttel (1392-1482) ∞ Cecilia van Brandenburg (1405–1449)             | Willem I van Brunswijk-Wolfenbüttel (1392-1482) ∞ Cecilia van Brandenburg (1405–1449)             | Willem I van Brunswijk-Wolfenbüttel (1392-1482) ∞ Cecilia van Brandenburg (1405–1449)             | Willem I van Brunswijk-Wolfenbüttel (1392-1482) ∞ Cecilia van Brandenburg (1405–1449)             | Botho VII van Stolberg-Wernigerode (1375–1455) ∞ Anna van Schwarzburg (-)                         | Botho VII van Stolberg-Wernigerode (1375–1455) ∞ Anna van Schwarzburg (-)                         | Botho VII van Stolberg-Wernigerode (1375–1455) ∞ Anna van Schwarzburg (-)                         | Botho VII van Stolberg-Wernigerode (1375–1455) ∞ Anna van Schwarzburg (-)                         |
| Ouders                                           | Willem II van Brunswijk-Wolfenbüttel (1425-1503) ∞ Elisabeth van Stolberg-Wernigerode (1428–1521) | Willem II van Brunswijk-Wolfenbüttel (1425-1503) ∞ Elisabeth van Stolberg-Wernigerode (1428–1521) | Willem II van Brunswijk-Wolfenbüttel (1425-1503) ∞ Elisabeth van Stolberg-Wernigerode (1428–1521) | Willem II van Brunswijk-Wolfenbüttel (1425-1503) ∞ Elisabeth van Stolberg-Wernigerode (1428–1521) | Willem II van Brunswijk-Wolfenbüttel (1425-1503) ∞ Elisabeth van Stolberg-Wernigerode (1428–1521) | Willem II van Brunswijk-Wolfenbüttel (1425-1503) ∞ Elisabeth van Stolberg-Wernigerode (1428–1521) | Willem II van Brunswijk-Wolfenbüttel (1425-1503) ∞ Elisabeth van Stolberg-Wernigerode (1428–1521) | Willem II van Brunswijk-Wolfenbüttel (1425-1503) ∞ Elisabeth van Stolberg-Wernigerode (1428–1521) |
| Hendrik I van Brunswijk-Wolfenbüttel (1463-1514) |                                                                                                   |                                                                                                   |                                                                                                   |                                                                                                   |                                                                                                   |                                                                                                   |                                                                                                   |                                                                                                   |